# 앙투안 갈랑

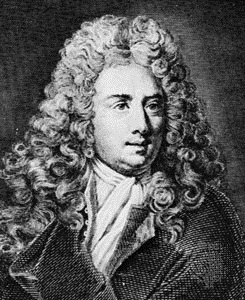

앙투안 갈랑(Antoine Galland, 1646년 4월 4일 ~ 1715년 2월 17일)은 프랑스의 동양학자이자 고고학자였으며, 그가 천일야화의 유럽 최초 번역자로 가장 유명했다. 그의 이야기 버전은 1704년에서 1717년 사이에 12권으로 출판되었으며 이후의 유럽 문학과 이슬람 세계에 대한 태도에 상당한 영향을 미쳤다.
갈랑은 피카르디(현재 솜 )에서 태어났다. 누아용에서 학교를 마친 후 그는 파리에서 그리스어와 라틴어를 공부했으며 그곳에서 아랍어도 약간 습득했다. 1670년에 그는 그리스어에 대한 뛰어난 지식으로 인해 이스탄불에 있는 프랑스 대사관에 소속되었고, 1673년에는 시리아와 레반트를 여행하면서 수많은 비문을 복사하고 스케치했으며 어떤 경우에는 역사적 기념물을 제거하기도 했다.
그의 고대 주화 수집품이 주목을 끌었던 프랑스를 잠시 방문한 후 갈랑은 1677년에 레반트로 돌아왔다. 1679년에 그는 프랑스 동인도 회사 로부터 콜베르의 내각을 위해 수집하라는 위임을 받아 세 번째 항해에 착수했다. 이 임무가 만료되자 그는 정부로부터 연구를 계속하라는 지시를 받았고, 장기간 해외에 거주하는 동안 그는 아랍어, 터키어 및 페르시아어와 문학에 대한 철저한 지식을 습득했으며, 이를 통해 프랑스로 마지막으로 돌아와 왕립 도서관의 관리인에게 귀중한 도움을 줄 수 있었다.
그는 그의 Bibliothèque orientale  이슬람 문화에 대한 방대한 정보 개요, 그리고 저명한 아랍 백과사전인 Kaşf az-Zunūn 을 번역했다. 그것은 마침내 1697년에 출판되었고 중동에 대한 유럽 지식에 큰 공헌을 했으며 작가들에게 영향을 미쳤다.
캉에서 그는 1704년에 천일야화의 출판을 시작했는데, 이 책은 출간 당시 엄청난 관심을 불러일으켰고 1709년에 그는 콜레주 드 프랑스의 아랍어 학장으로 임명되었다. 그는 1715년 사망할 때까지 이 직무를 계속 수행했다.

## 같이 보기
- 샤를 페로
- 잠바티스타 바실레